# 和知亀之助
和知　亀之助（わち かめのすけ、天保3年（1832年） - 慶応元年6月18日（1865年8月9日））は、江戸時代後期・幕末の水戸藩の義民。常陸国多賀郡大久保村の農家。靖国神社祭神。

## 生涯
農民であるが佐竹氏家臣に見られる和知姓を有することから、佐竹氏の秋田転封以来の帰農者の家系か。
天狗党の乱に際し、天狗勢に加わり、幕府軍に捕らわれ、慶応元年（1865年）6月18日、下総国島野にて獄死する。享年34。維新後、靖国神社に祀られた。